# Berry Good
Berry Good — южнокорейская женская группа, созданная под руководством Asia Bridge Entertainment в 2014 году. Текущий состав группы состоит из Чжохён, Союль, Сехён, Коун. Группа выпустила свой дебютный альбом «Love Letter» в мае 2014 года. Группа была расформирована 22 февраля 2021 года.

## История

### 2014—2015: Дебют с Love Letter и изменения в составе
Berry Good дебютировали 21 мая 2014 года с клипом «Love Letter», ремейком песни, выпущенной Click-B в 2000 году. Одноименный сингл вышел на следующий день, когда они начали промоушен на M! Countdown.
В январе 2015 года Asia Bridge Entertainment заявило, что Субин, Ира, Наён покинули группу по личным причинам, позже представив нового члена Союль, за которой последовали Тае и Сехён.
Их второй сингл «Love Letter» был выпущен 9 февраля. Они начали рекламные акции 10 февраля на шоу SBS MTV The Show. В июне компания запустила различные товары Berry Good (такие как аксессуары, одежда и косметика) в Китае на продажу.
23 сентября вышел третий сингл «My First Love». Было выпущено два музыкальных клипа, в одном из которых участвовала актриса Ким Бо Ра. Песня, посмертная работа композитора Джу Тэ Ён, впервые была исполнена 20 сентября в Halleu Dream Concert, а рекламные акции начались двумя днями позже на The Show.

### 2016 — 2017:Very Berry, Glory и новая участница Джохён
11 марта Berry Good запустили краудфандинг для своего первого EP на Makestar. Цель в 10 млн вон была достигнута за десять дней, группа в конечном итоге собрала 16 млн вон. 20 апреля был выпущен мини-альбом «Very Berry» с заглавным треком под названием «Angel».
Следующий релиз Berry Good был также опубликован на Makestar. Проект стартовал 1 сентября как новый сингл, но позже был обновлен до мини-альбома, на который удалось собрать 27 млн вон. Группа также добавила шестую участницу, Джохён. Три из четырёх песен EP, включая ведущий трек «Do not Believe», были продемонстрированы на K-poppin «Arirang Radio» за один день до выпуска. 1 ноября было выпущено официальное музыкальное видео для «Do not Believe» и второго мини-альбома группы «Glory».
Третий проект Makestar был запущен 9 марта 2017 года для финансирования своего шестого цифрового сингла «Bibbidi Bobbidi Boo», который выйдет 16 апреля.

### 2018 - настоящее время: первый полноформатный альбом и уход Тхэхи
27 апреля 2018 года Тхэха, Сехён и Коун дебютировали в подгруппе группы, выпустив свой первый сингл "Crazy, Gone Crazy". 16 августа группа  вернулась с первым полноформатным альбомом "Free Travel", который они записывали с августа 2017 года. После промоушена сингла "Green Apple" в сентябре они продолжили работу с новым B-сайдом "Mellow Mellow", но Сэхён приостановила свою деятельность до 1 марта 2019 года из-за перелома лодыжки. Но несмотря на это, она участвовала в сингле "이 겨울에", выпущенного 15 декабря.
18 октября 2018 года они провели свой первый концерт в Японии, в токийском Shinjuku Blaze. Berry Good выпустили свой третий мини-альбом "Fantastic" 25 мая 2019 года в составе из пяти человек, а Тае приостановила свою деятельность из-за проблем со здоровьем. В тот же день они начали промоушен на Show! music Core, но через 2 дня Тхэха объявила, что её контракт истёк, и она больше не будет участвовать в деятельности группы. Berry Good прекратили рекламную деятельность альбома.
5 ноября 2020 года Berry Good вернулись с новым цифровым синглом "Accio" как квартет.
19 января 2021 года, Berry Good вернулись с синглом "Time for me".
20 февраля 2021 года, участница Гоун дебютировала сольно с песней "City Lights".
22 февраля 2021 года, участницы Гоун и Союль расторгли контракт с агентством.
Джохён и Сехён продлили контракт с агентством.
Группа официально расформирована.

## Фотографии и музыкальный стиль
Berry Good начали свою карьеру с танцевальных треков, прежде чем выпустить свою первую балладу «My First Love», которую критика назвала «меланхоличной пьесой, в которой изображена первая любовь, а не победа». Чтобы продвинуть «Do not Believe» в ноябре 2016 года, Berry Good претерпели изменения стиля и концепции, чтобы снять оригинальный девичий, аккуратный и чистый образ, добавив EDM и элементы тропического хауса.

## Участники

### Текущие участницы
- Чжохён (кор.: 조현), настоящее имя: Син Джи Вон (кор.: 신지원, ханча: 申知原) родилась 14 апреля 1996 года в Сеуле.
- Союль (кор.: 서율), настоящее имя: Со Ю Ри (кор.: 서유리, ханча: 徐侑里) родилась 26 ноября 1997 года в Хендэ, Пусан.
- Тае (кор.: 다예), настоящее имя: Ким Хён Джон (кор.: 김현정, ханча: 金賢貞) родилась 25 февраля 1998 года в Сеуле.
- Сехён (кор.: 세형), настоящее имя: Кан Се Хён (кор.: 강세형, ханча: 姜世馨) родилась 13 декабря 1998 года в Сеуле.
- Коун (кор.: 고운), настоящее имя: Мон Ю Джон (кор.: 문유정, ханча: 文裕晸) родилась 28 декабря 1998 года в Пундангу, Соннам..

### Бывшие участницы
- Субин (кор.: 수빈), настоящее имя: Ким Су Бин (кор.: 김수빈)
- Ира (кор.: 이라), настоящее имя: Чон И Ра (кор.: 정이라)
- Наён (кор.: 나연), настоящее имя: Ким На Ён (кор.: 김나연)
- Тхэха (кор.: 태하), настоящее имя: Ю Джу (кор.: 유주, ханча: 柳州)

## Дискография

### Мини-альбомы
| Very Berry | - Выпущен: 20 апреля 2016 г. - Лейбл: Asia Bridge Entertainment, JTG Entertainment, CJ E&M - Формат: digital download, CD | 23 | - KOR: 1,307+ |
| Glory      | - Выпущен: 1 ноября 2016 г. - Лейбл: JTG Entertainment, CJ E&M - Формат: digital download, CD                             | 25 | - KOR: 1,450+ |

### Сингл альбомы
| Love Letter | - Выпущен: 22 мая 2014 г. - Лейбл: Asia Bridge Entertainment, KT Music - Формат: digital download | — | N/A |

### Синглы
| Название                                  | Год  | Позиции в чартах | Продажи | Альбом      |
| Название                                  | Год  | KOR              | Продажи | Альбом      |
| ----------------------------------------- | ---- | ---------------- | ------- | ----------- |
| «Love Letter» (러브레터)>                 | 2014 | —                | N/A     | Love Letter |
| «Because Of You» (요즘 너 때문에 난)>     | 2015 | —                | N/A     | Very Berry  |
| «My First Love» (내 첫사랑)>              | 2015 | —                | N/A     | Very Berry  |
| «Angel»                                   | 2016 | —                | N/A     | Very Berry  |
| «Don’t Believe» (안 믿을래)>              | 2016 | —                | N/A     | Glory       |
| «Bibbidi Bobbidi Boo» (비비디 바비디 부)> | 2017 | TBA              | TBA     | TBA         |

### Саундтрэки
| Название                       | Год  | Позиции в чартах | Продажи | Альбом                                    | Участники |
| Название                       | Год  | KOR              | Продажи | Альбом                                    | Участники |
| ------------------------------ | ---- | ---------------- | ------- | ----------------------------------------- | --------- |
| «The Only Love» (하나의 사랑)> | 2015 | —                | N/A     | The Mother and Daughter-in-Law OST Part 4 | Коун      |
| «Have Strength» (힘을 내)>     | 2016 | —                | N/A     | Love Bubbles OST Part 1                   | Все       |
| «Hello»                        | 2017 | —                | N/A     | Our Gap-soon OST Part 15                  | Все       |

### Музыкальные видеоклипы
| Год  | Название                         | Руководитель     |
| ---- | -------------------------------- | ---------------- |
| 2014 | «Love Letter»                    | Kim Eun-yoo      |
| 2014 | «Love Letter (Acoustic Ver.)»    | Неизвестно       |
| 2015 | «Because of You»                 | Park Byeong-hwan |
| 2015 | «Because of You (Acoustic Ver.)» | Неизвестно       |
| 2015 | «My First Love»                  | Lee Kwang-jin    |
| 2015 | «My First Love (Kim Bo-ra Ver.)» | Неизвестно       |
| 2016 | «Angel»                          | Plipsied         |
| 2016 | «Don’t Believe»                  | Im Seok-jin      |

#### Появления в качестве гостей
| Год  | Название            | Артист                   | Участник |
| ---- | ------------------- | ------------------------ | -------- |
| 2011 | «Twinkle Twinkle»   | Girl's Day               | Тхэха    |
| 2013 | «Come As You Are»   | Phantom with Verbal Jint | Субин    |
| 2014 | «WA»                | Atomic Kiz               | Субин    |
| 2016 | «Play Hot and Cold» | Jin Won feat. Lee Ji-ae  | Чжонхён  |

## Фильмография

### Фильмы
| Год  | Название     | Участник | Роль    | Заметки                              |
| ---- | ------------ | -------- | ------- | ------------------------------------ |
| 2017 | Coffee Bread | Тае      | Девочку | Главная роль, короткометражный фильм |

### Реалити-шоу
| Год  | Канал       | Шоу               | Участник | Роль    | Заметки       |
| ---- | ----------- | ----------------- | -------- | ------- | ------------- |
| 2015 | MBC Every 1 | Her Secret Weapon | Тае      | Главные | Эпизод № 1-5  |
| 2015 | MBC Every 1 | Her Secret Weapon | Тхэха    | Главные | Эпизод № 6-12 |
| 2015 | MBC Every 1 | Her Secret Weapon | Сехён    | Гость   | Эпизод № 10   |

### Развлекательные программы
| Год  | Канал           | Шоу                               | Участник                | Роль            | Заметки                                         |
| ---- | --------------- | --------------------------------- | ----------------------- | --------------- | ----------------------------------------------- |
| 2014 | Arirang TV      | Pops in Seoul                     | Все                     | Гость           | Эпизод № 2664, датированный на 18 июня          |
| 2014 | OBS Gyeongin TV | Music and Movies, MP3             | Все                     | Гость           | Эпизод датирован на 17 июля                     |
| 2014 | Arirang TV      | Pops in Seoul                     | Все                     | Гость           | Эпизод № 2689, датированный на 31 июля          |
| 2014 | KBS World TV    | Explore Korea                     | Все                     | Гость           | Эпизод № 3, датированный на 8 августа           |
| 2015 | Arirang TV      | Pops in Seoul                     | Все                     | Гость           | Эпизод № 2850, датированный на 5 марта          |
| 2015 | MBC Every 1     | Weekly Idol                       | Все                     | Гость           | Эпизод № 194, датированный 15 апреля            |
| 2015 | EBS2            | Real Fun World                    | Коун                    | Соучредитель    | 100 эпизодов (6 апреля по 21 августа)           |
| 2015 | KBS2            | Let's Go! Dream Team Season 2     | Все                     | Гости           | Эпизод, датированный на 20 декабря              |
| 2016 | KBS2            | Let's Go! Dream Team Season 2     | Все                     | Гости           | Эпизод № 331, датированный на 24 апреля         |
| 2016 | KBS World TV    | The Heart of K Wave               | Все                     | Гости           | Эпизод, датированный на 29 апреля               |
| 2016 | Arirang TV      | Pops in Seoul                     | Все                     | Гости           | Эпизод № 3160, датированный на 11 мая           |
| 2016 | tvN             | Saturday Night Live Korea         | Тхэха, Тае, Сехён, Коун | Гости           | 7 сезон, 12 эпизодов                            |
| 2016 | Arirang TV      | Pops in Seoul                     | Все                     | Гости           | Эпизод № 3168, датированный на 24 мая           |
| 2016 | SMG             | Korean Impression                 | Сехён                   | Соучредитель    | Эпизоды № 1, 5-8, 10-11, 13, 16, 18             |
| 2016 | DongA TV        | Southern Restaurants              | Тхэха, Тае              | Гости           | 8 эпизод, датированный на 12 августа            |
| 2016 | MBC             | Idol Chef King                    | Все                     | Участники       |                                                 |
| 2016 | KBS2            | Vitamin                           | Тае, Коун               | Guests          | Эпизод, датированный на 22 сентября             |
| 2016 | MBC Every 1     | Food Map 2                        | Тхэха, Сехён            | Guests          | Эпизод № 28, датированный на 2 октября          |
| 2016 | DongA TV        | Southern Restaurants              | Тхэха, Тае              | Guests          | Эпизод № 13, датированный на 7 октября          |
| 2016 | KBS2            | Money in Every Corner             | Все                     | Guests          | Эпизод № 2, датированный на 19 октября          |
| 2016 | tbs TV          | Fact iN Star                      | Все                     | Guests          | Эпизод, датированный на 11 ноября               |
| 2016 | Arirang TV      | Pops in Seoul                     | Все                     | Guests          | Эпизод, датированный на 16 ноября               |
| 2016 | tvN             | Saturday Night Live Korea         | Чжохён                  | Гость           | 8 сезон, эпизод № 12, датированный на 19 ноября |
| 2016 | Kookbang TV     | The March                         | Все                     | Гость           | Эпизод. датированный на 26 ноября               |
| 2016 | Heyo TV!        | Park So-hyun Idol TV              | Все                     | Гость           | Эпизод № 44, датированный на 20 декабря         |
| 2017 | KBS             | Open Mic                          | Все                     | Гость           | Эпизод, датированный на 4 января                |
| 2017 | Mnet            | Golden Tambourine                 | Чжохён                  | Гость           | Эпизод № 4, датированный на 5 января            |
| 2017 | SeeU TV         | Challenge! Here We Come!          | Сехён                   | Основной состав |                                                 |
| 2017 | MBC             | Idol Star Athletics Championships | Сиул                    | Участница       |                                                 |
| 2017 | MBC Every 1     | Video Star                        | Тхэха                   | Гость           | Эпизод № 35, датированный на 7 марта            |

### Радиошоу
| Год       | Станция       | Название                 | Участник            | Заметки                                                                    |
| --------- | ------------- | ------------------------ | ------------------- | -------------------------------------------------------------------------- |
| 2015      | Arirang Radio | Super K-Pop              | Все                 | Гость, 16 фервлая                                                          |
| 2015      | Arirang Radio | K-poppin                 | Все                 | Гость, 26 марта                                                            |
| 2015      | KBS Cool FM   | Kiss the Radio           | Все                 | Гость, 29 марта                                                            |
| 2015      | Arirang Radio | K-poppin                 | Все                 | Гость, 11 октября                                                          |
| 2015      | Arirang Radio | K-poppin' Turn Up Party  | Все                 | Гость, 8 декабря                                                           |
| 2015-2016 | Arirang Radio | K-poppin' Ugly Truth     | Коун                | Co-DJ с Ким Исаком и Алексадром Ли Йесуби с 17 июля 2015 по 4 октября 2016 |
| 2016      | Arirang Radio | K-poppin                 | Все                 | Гость, 24 апреля                                                           |
| 2016      | KBS Cool FM   | Kiss the Radio           | Тхэха, Сехён и Сиул | Гость с Наын, Чавон и Йена из April, 27 мая                                |
| 2016      | Arirang Radio | Sound K                  | Все                 | Гость, 2 июня                                                              |
| 2016      | Arirang Radio | Sound K                  | Тхэха, Сехён и Коун | Гость с Road Boyz, 15 сентября (Спец-выпуск Chuseok)                       |
| 2016      | Arirang Radio | K-poppin                 | Все                 | Гость, 31 октября                                                          |
| 2016      | SBS Love FM   | Kim Bong-dae’s Live Walk | Все                 | Гость, 7 ноября                                                            |
| 2016      | Arirang Radio | Sound K                  | Все                 | Гость, 14 ноября                                                           |
| 2016      | Arirang Radio | Super K-Pop              | Все                 | Гость, 5 декабря                                                           |